# Tolumnia pulchella
Tolumnia pulchella är en orkidéart som först beskrevs av William Jackson Hooker, och fick sitt nu gällande namn av Constantine Samuel Rafinesque. Tolumnia pulchella ingår i släktet Tolumnia och familjen orkidéer.
Artens utbredningsområde är Jamaica. Inga underarter finns listade i Catalogue of Life.

## Bildgalleri

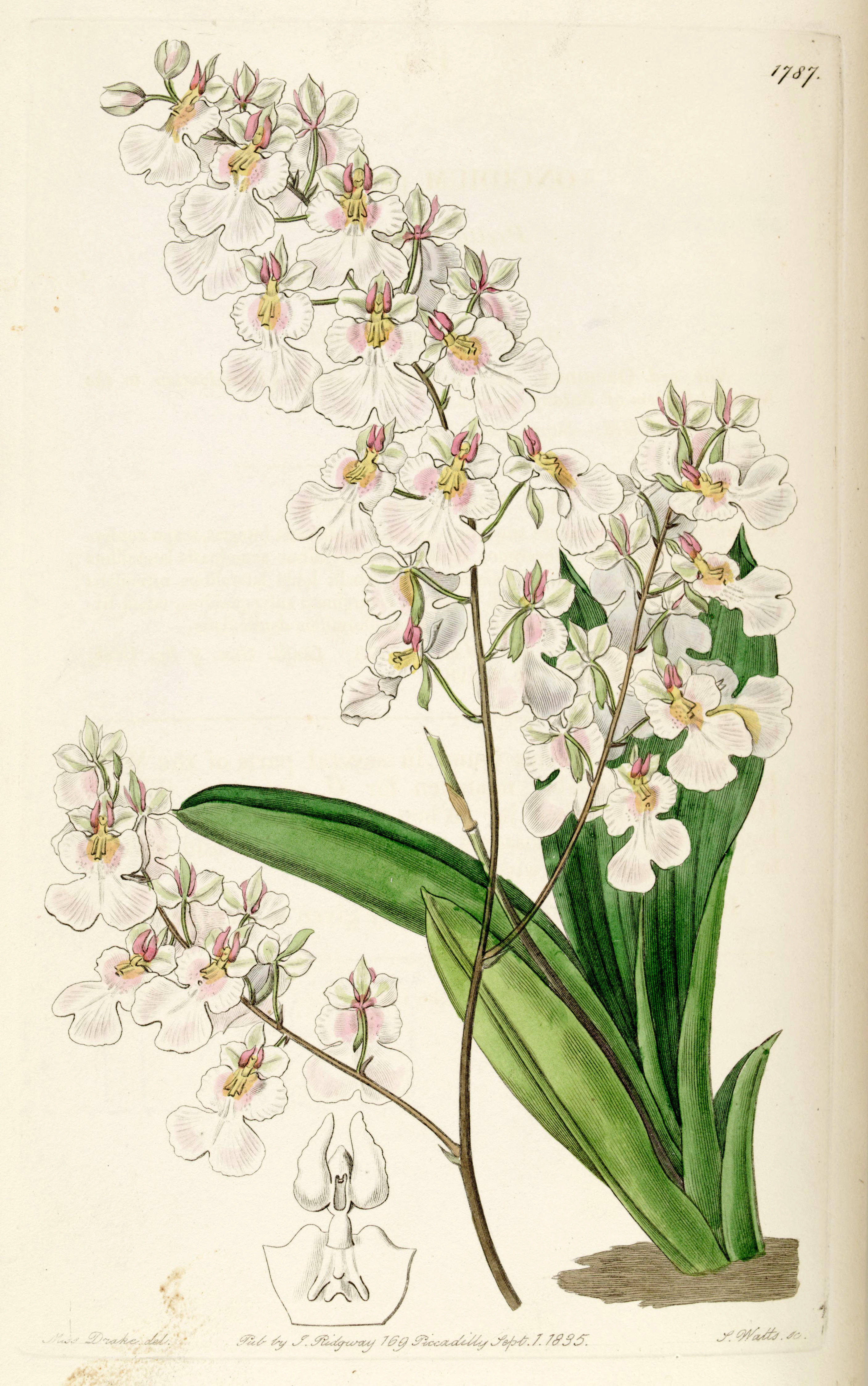
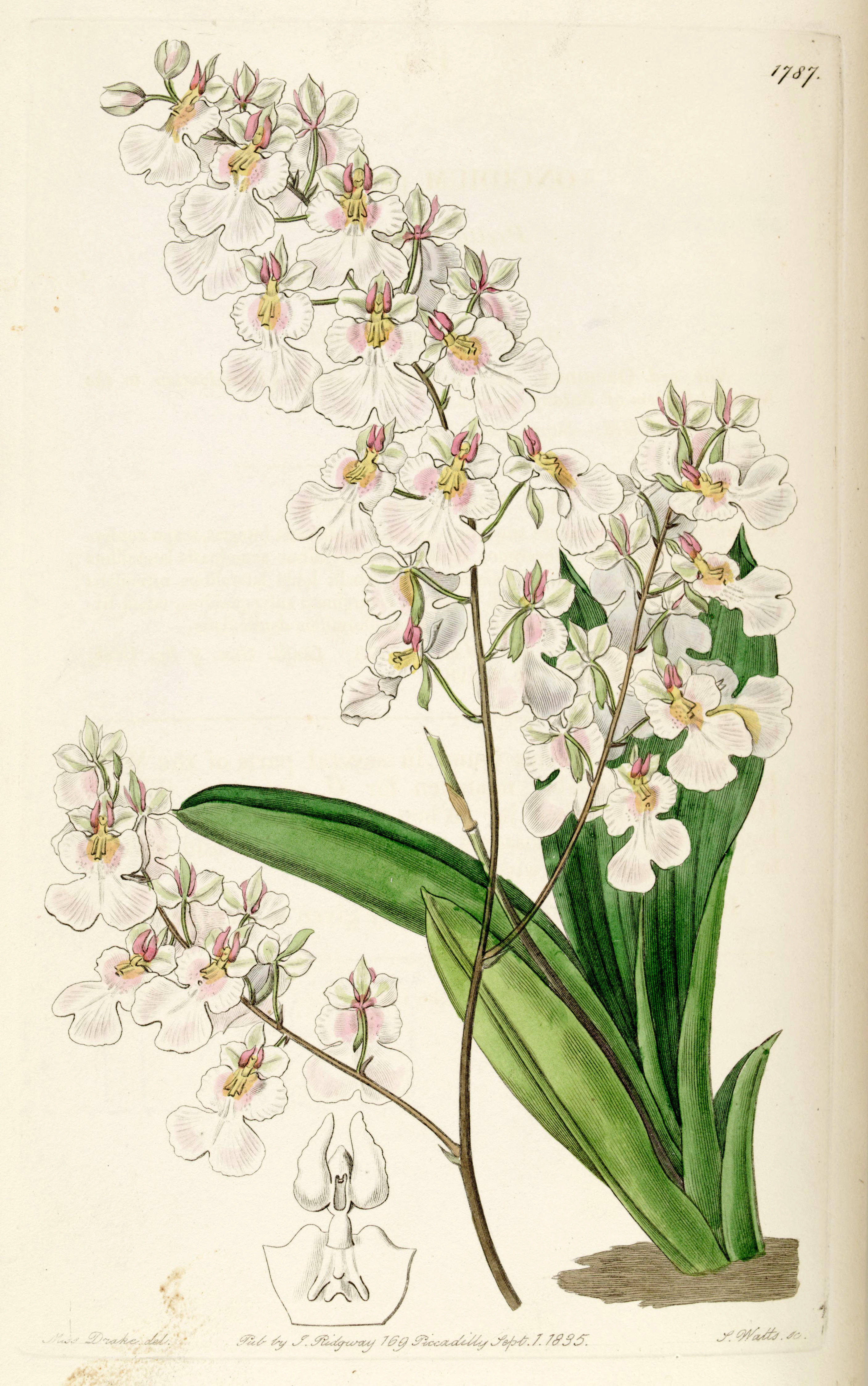